# Диаскоп
Вижте пояснителната страница за други значения на Диаскоп.
Диаско́път е оптичен уред за разглеждане на диапозитиви чрез окуляр при помощта на външен източник на светлина или с монтирана в самия диаскоп лампа.
Разновидност на диаскопа е стереоскопът.
- Елементарен диаскоп.
- Диаскоп „Ленинград“ (1979)
- Стереоскоп „Хама“
- Диапозитивна рамка
- Диапозитивни рамки